# Konrad Eubel
Konrad (křestní jméno Sebastian) Eubel (19. ledna 1842, Sinning – 5. února 1923, Würzburg) byl německý minorita a historik.
Je znám především díky svému dílu Hierarchia Catholica Medii Aevi, které obsahuje přehled církevní hierarchie v období 1198 – 1592 (3sv., vyd. 1913–1923), jímž překonal do té doby užívané Series episcoporum Ecclesiae Catholicae, jehož autorem byl Pius Bonifacius Gams. V díle pod názvem Hierarchia Catholica Medii et Recentioris Aevi pokračovali další autoři, v roce 2002 vyšel 9. svazek.
Eubel byl také autorem františkánského Bullaria.

## Dílo
- Bullarii Franciscani epitome : sive summa bullarum in eiusdem bullarii quattuor prioribus tomis relatarum addito supplemento in quo tum gravissima illorum quattuor voluminum diplomata verbotenus recepta tum nonnulla quae in eis desiderantur documenta sunt inserta / iussu atque auspiciis Dominici Reuter a Conrado Eubel eiusdem ordinis definitore generali redacta, Apud Claras Aquas: Typis Collegii S. Bonaventurae, 1908.
- Eubel, Konrad, Geschichte der oberdeutschen (Strassburger) Minoriten-Provinz / mit Unterstützung der Görresgesellschaft herausgegeben von P. Konrad Eubel. Würzburg : F.X. Bucher, 1886.
- Eubel, Konrad, Hierarchia catholica medii aevi, sive Summorum pontificum, S. R. E. cardinalium, ecclesiarum antistitum series ab anno 1198 usque ad annum perducta e documentis tabularii praesertim Vaticani collecta, digesta, edita per Conradum Eubel, 6 vols., Monasterii, Sumptibus et Typis Librariae Regensbergianae, 1913–1967.